# Johann Samuel Ersch
Johann Samuel Ersch (Grossglogau, 1766. június 23. – Halle, 1828. január 16.) az újabbkori német bibliográfia megalapítója.

## Pályafutása
Halléban 1803-tól az Allgemeine Literatur-Zeitung szerkesztője, 1806-tól a földrajz és statisztika tanára és 1808-tól főkönyvtáros volt. Előbb a Neue Hamburger Zeitung és a jenai Allgemeine Lieratur-Zeitung szerkesztője volt. Legnevezetesebb könyvészeti művei: Repertorium über die allgemeinen deutschen Journale (1790-92, 3 kötet, történet és segédtudományai); Allgemeines Repertorium der Literatur (1793-1809, 8 kötet); La France littéraire (1797-98, 3 kötet és két pótlékkötet 1802 és 1806); Handbuch der deutschen Literatur seit der Mitte des 18. Jahrhunderts (1812-14, 8 kötet, II. kiad. 1822-40). Leghatalmasabb vállalata a Gruberrel 1818-ban megalapított Allgemeine Encyclopädie der Wissenschaften und Künste (Lipcse, Brockhaus), melyből a 19. század végéig 40 kötet jelent meg (Ersch a 21. kötetig szerkesztette). E munkáit a feldolgozott anyag teljessége, a feldolgozás megbízhatósága és a szerkezet célszerűsége teszik nagy értékűekké.